# Vusanje
Vusanje este un sat din comuna Plav, Muntenegru. Conform datelor de la recensământul din 2003, localitatea are 866 de locuitori (la recensământul din 1991 erau 1103 locuitori).

## Demografie
În satul Vusanje locuiesc 609 persoane adulte, iar vârsta medie a populației este de 33,4 de ani (32,1 la bărbați și 34,7 la femei). În localitate sunt 198 de gospodării, iar numărul mediu de membri în gospodărie este de 4,37.
|  |

| Demografie | Demografie | Demografie |
| An         | Locuitori  | Locuitori  |
| ---------- | ---------- | ---------- |
|            |            |            |
|            |            |            |
|            |            |            |
|            |            |            |
| 1948       | 781        |            |
| 1953       | 859        |            |
| 1961       | 935        |            |
| 1971       | 1103       |            |
| 1981       | 1399       |            |
| 1991       | 1103       | 737        |
| 2003       | 1887       | 866        |

| \| Componența etnică conform recensământului din 2003[2] \| Componența etnică conform recensământului din 2003[2] \| Componența etnică conform recensământului din 2003[2] \| Componența etnică conform recensământului din 2003[2] \| Componența etnică conform recensământului din 2003[2] \| \| ----------------------------------------------------- \| ----------------------------------------------------- \| ----------------------------------------------------- \| ----------------------------------------------------- \| ----------------------------------------------------- \| \| \| \| \| \| \| \| Albanezi \| Albanezi \| \| 864 \| 99,76% \| \| Bosniaci \| Bosniaci \| \| 1 \| 0,11% \| \| necunoscută \| necunoscută \| \| 1 \| 0,11% \| |             |  |     |        |
| Componența etnică conform recensământului din 2003 |             |  |     |        |
| |             |  |     |        |
| Albanezi | Albanezi    |  | 864 | 99,76% |
| Bosniaci | Bosniaci    |  | 1   | 0,11%  |
| necunoscută | necunoscută |  | 1   | 0,11%  |